# Eryngium eurycephalum
Eryngium eurycephalum là một loài thực vật có hoa trong họ Hoa tán. Loài này được Malme mô tả khoa học đầu tiên năm 1904.